# Diagrama de árvore

Diagrama de árvore para os eventos e.

Em probabilidade, um  diagrama de árvore (também denominado árvore de probabilidades) pode ser usado para representar um espaço de probabilidade. Também pode ser usado para representar as várias possibilidades de uma permutação ou combinação (neste caso, é mais adequado chamá-lo de árvore de possibilidades). Esse tipo de diagrama provê uma maneira conveniente de organizar as informações de um conjunto de eventos condicionais.
Diagrama de árvores podem representar séries de eventos independentes (como lançamento de moedas) ou eventos não independentes (como retirar cartas de um baralho, sem reposição). Cada nó no diagrama representa um  evento e está associado com a probabilidade desse evento. O nó da raiz representa o  evento certo e portanto tem probabilidade de valor 1. Cada conjunto de nós irmãos representa uma exclusiva e exaustiva partição do evento genitor.
A probabilidade associada a um nó é a chance da ocorrência deste evento após o evento genitor ocorrer. A probabilidade de que a série de eventos conduzidas a um nó particular vá ocorrer é igual ao produto da probabilidade desse nó pela probabilidade de seus genitores.

## Construção

Um diagrama de árvores para o lançamento de duas moedas

A construção de um diagrama de árvores é feita simplesmente através da ramificação de todas as possibilidades de todos os experimentos. Por exemplo, se tivermos o lançamento de duas moedas, fazemos a ramificação de cada evento possível para a primeira jogada (cara ou coroa). Em seguida, para a segunda moeda, fazemos também a ramificação das duas possibilidades, com relação a cada ramificação da primeira jogada, totalizando quatro ramificações.
Associando as probabilidades à árvore, podemos chegar às seguintes conclusões:
- O somatório de todas as probabilidades das ramificações de um mesmo nó é sempre igual a 1;[3]
- As sub-ramificações de uma ramificação correspondem à probabilidade condicional dos eventos da segunda ramificação com relação ao evento da primeira ramificação.[4]